# Lliga espanyola d'hoquei sobre patins masculina 1998-1999
La trentena edició de la Lliga espanyola d'hoquei patins masculina, denominada en el seu moment Divisió d'honor, s'inicia l'13 de setembre de 1998 i finalitza l'09 de maig de 1999. El FC Barcelona fou campió per la dozena vegada.

## Participants
| - Reale Alcobendas - Areces la Polesa - FC Barcelona - Flix Ascó - Caprabo Igualada - Totauto Jonquerenc - Liceo Airtel - Liceo La Paz | - Chasis Mataró - Noia Freixenet - Conformobel Reus - Cepsa Tenerife - Tordera - Vic - Caixa Penedés Vilafranca - Motul Voltregà |

## Llegenda
| Pts = Punts totals PJ = Partits jugats PG = Partits guanyats PE = Partits empatats PP = Partits perduts GF = Gols a favor |  | GC = Gols en contra DG = Diferència de gols (GF-GC) Ressaltat en verd = Equip guanyador de la lliga. Ressaltat en vermell = Equip descendent de categoria. (p) = Gol de penalti (pro.) = Gol en pròrroga |  |  |

## Classificació
| Pos | Equip                    | Pts | PJ | PG | PE | PP | GF  | GC  | DG   |
| --- | ------------------------ | --- | -- | -- | -- | -- | --- | --- | ---- |
| 1   | FC Barcelona             | 53  | 30 | 25 | 3  | 2  | 191 | 60  | +131 |
| 2   | Liceo Airtel             | 46  | 30 | 22 | 2  | 6  | 147 | 81  | +66  |
| 3   | Proinosa Igualada        | 45  | 30 | 21 | 3  | 6  | 153 | 83  | +70  |
| 4   | Alnimar Reus Deportiu    | 43  | 30 | 20 | 3  | 7  | 113 | 91  | +22  |
| 5   | Vic                      | 40  | 30 | 17 | 6  | 7  | 130 | 86  | +44  |
| 6   | Noia Freixenet           | 34  | 30 | 14 | 6  | 10 | 110 | 102 | +8   |
| 7   | Flix Ascó                | 30  | 30 | 13 | 4  | 13 | 101 | 99  | +2   |
| 8   | Motul Voltregà           | 30  | 30 | 12 | 6  | 12 | 102 | 104 | -2   |
| 9   | Chasis Mataró            | 28  | 30 | 11 | 6  | 13 | 84  | 110 | -26  |
| 10  | Reale Alcobendas         | 26  | 30 | 12 | 2  | 16 | 101 | 119 | -18  |
| 11  | Tordera                  | 32  | 30 | 10 | 5  | 14 | 90  | 95  | -5   |
| 12  | Cepsa Tenerife           | 21  | 30 | 8  | 5  | 17 | 109 | 150 | -41  |
| 13  | Caixa Penedés Vilafranca | 21  | 30 | 8  | 5  | 17 | 97  | 122 | -25  |
| 14  | Totauto Jonquerenc       | 19  | 30 | 6  | 7  | 17 | 78  | 122 | -44  |
| 15  | Areces la Polesa         | 11  | 30 | 4  | 3  | 23 | 69  | 154 | -85  |
| 16  | Liceo La Paz             | 8   | 30 | 2  | 4  | 24 | 72  | 163 | -91  |